# Kilkenny (öl)

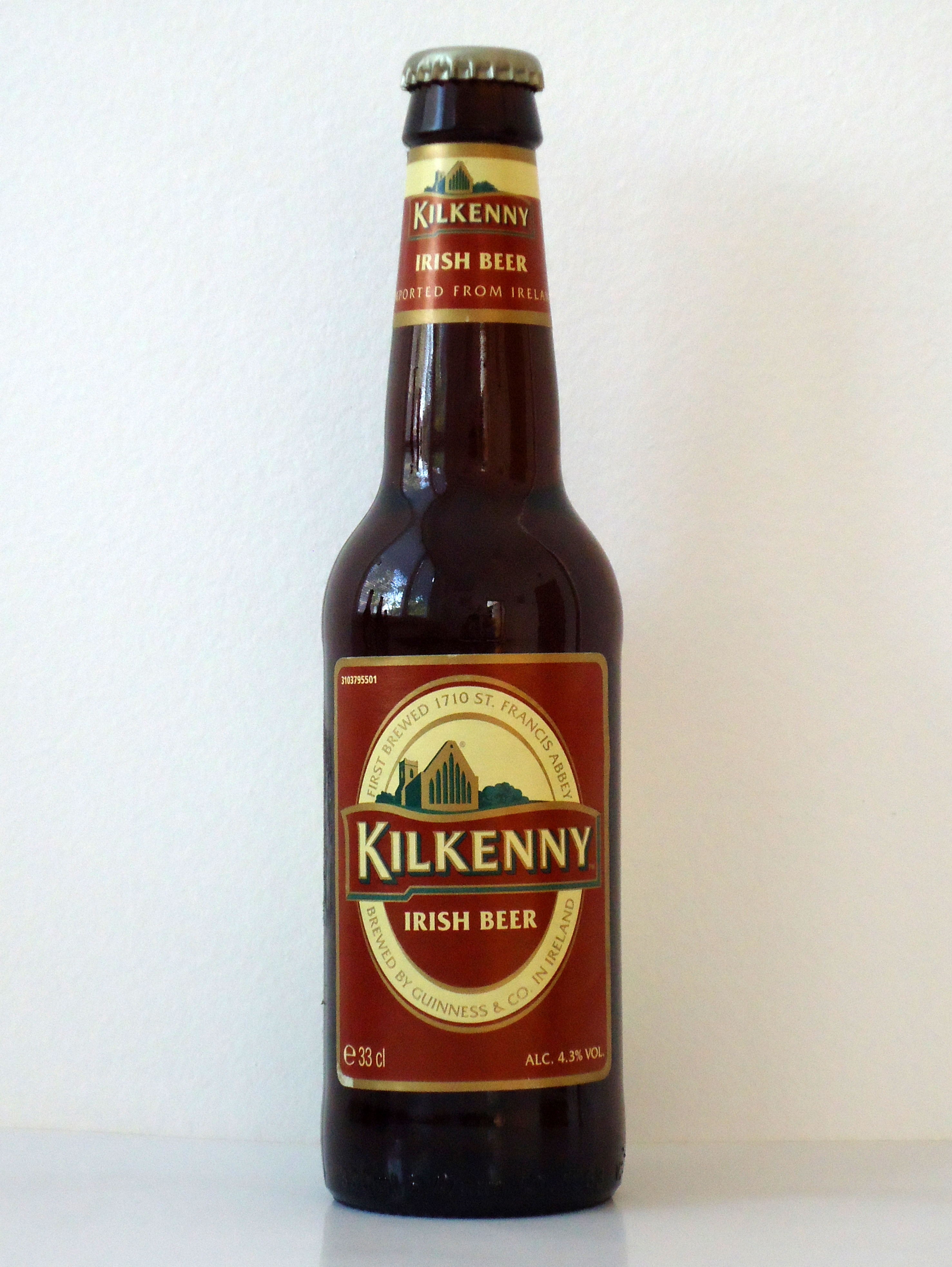
En flaska Kilkenny.

Kilkenny är ett mörkt irländskt öl ägt av bryggeriet Guinness. Ölet har bryggts sedan 1710-talet. Fram till och med 2013 bryggdes det i St. Francis Abbey Brewery i Kilkenny. Det bryggs numera av St. James's Gate Brewery i Dublin, som också brygger Guinness stout.
Kilkenny finns i följande länder: Australien, Bahrain, Belarus, Belgien, Bosnien och Hercegovina, Brasilien, Danmark, Estland, Finland, Förenade arabemiraten, Indien, Irland, Israel, Italien, Japan, Kanada, Kroatien, Malaysia, Nederländerna, Norge, Nya Zeeland, Polen, Ryssland, Singapore, Slovenien, Sverige, Sydafrika, Thailand, Tyskland, Ungern och Österrike.